# برنس (موسيقي)
برنس روجر نيلسون (بالإنجليزية: Prince Roger Nelson) (7 يونيو 1958 - 21 أبريل 2016) هو مغني وكاتب أغاني وعازف متعدد الآلات وممثل أمريكي ولد في يوم 7 يونيو 1958 في مدينة منيابولس في الولايات المتحدة، اشتهر في فترة الثمانينات والتسعينات وقد حاز على 7 جوائز غرامي وغولدن غلوب والأوسكار وقد باع أكثر من 100 مليون تسجيل له وهذا جعله ضمن الأكثر المغنين نجاحاً.
أصبح نجما عالميا في الثمانينات حيث صدرت أغان له بأسماء: "1999"، بربل راين (المطر البنفسجي)، وساين أوذا تايمز (علامة الأزمنة).
صدر له 39 ألبوما غنائيا خلال مدة قدرها 35 عاما. مكنته أغنيته في فيلم «بربل راين» من الحصول على الأوسكار سنة 1984 حيث أن موسيقاه مصممة من نفس الألبوم الذي يحمل نفس الاسم، إضافة إلى مشاركته في التمثيل في الفيلم. سجل اسمه ضمن قاعة مشاهير الروك آند رول. كان أحدث ألبوماته هو «هيت إن ران: فيز تو» الصادر في ديسمبر  2015

## وفاته
توفي برنس في الحادي والعشرين من شهر أبريل من عام 2016 عن عمر ناهز السابعة والخمسين عاماً، وقد تصدر خبر وفاته صورة الصفحات الأولى لعدد من المجلات الأجنبية والعالمية.

## روابط خارجية
- برنس على موقع IMDb (الإنجليزية)
- برنس على موقع الموسوعة البريطانية (الإنجليزية)
- برنس على موقع روتن توميتوز (الإنجليزية)
- برنس على موقع مونزينجر (الألمانية)
- برنس على موقع ألو سيني (الفرنسية)
- برنس على موقع ميوزك برينز (الإنجليزية)
- برنس على موقع ميوزك برينز (الإنجليزية)
- برنس على موقع ميوزك برينز (الإنجليزية)
- برنس على موقع رولينغ ستون (الإنجليزية)
- برنس على موقع تيرنر كلاسيك موفيز (الإنجليزية)